# Frantoni Santana
Francisco Ramón „Frantoni“ Santana ist ein dominikanischer Songwriter.
Santana schrieb mehr als 250 Songs, darunter Bomba für Los Hermanos Rosario (1990), La Faldita für Pochi Y Su Cocoband (1990) und Explosivo für Las Chicas Del Can (1995). Von 1999 bis 2010 war er Präsident der Sociedad de Autores, Compositores y Editores Dominicanos de Música (SGACEDOM), danach fungierte er als deren Director de Recaudación y Operacione. Von 2005 bis 2006 war er zudem Comisario Antipiratería der Oficina Nacional de Derecho de autor (ONDA).